# Aurelius Pannicus
Aurelius Pannicus (sein Praenomen ist nicht bekannt) war ein im 2. Jahrhundert n. Chr. lebender Angehöriger des römischen Ritterstandes (Eques).
Durch ein Militärdiplom, das auf den 7. März 160 datiert ist, ist belegt, dass Pannicus 160 Kommandeur der Cohors I Damascenorum Armeniaca sagittaria war, die zu diesem Zeitpunkt in der Provinz Syria Palaestina stationiert war.